# Silphiodaucus prutenicus
Silphiodaucus prutenicus (стародуб прусський як Laserpitium prutenicum — вид рослин родини окружкові (Apiaceae), поширений у помірній Європі від Португалії до центральноєвропейської Росії.

## Опис
Багаторічна трав'яниста рослина 60–120 см заввишки. Рослина жорстко волосиста. Листки двічі, а нижні іноді тричі перисторозсічені. Кінцеві часточки листків подовжені, 2–4 мм завдовжки. Обгортки і обгорточки численні, з ланцетних, широко перепончато облямованих, пізніше відігнутих листочків. Промені зонтика нерівні, як і квітконіжки, вкриті тільки з внутрішнього боку густими волосками. Квітки білі. Плоди уздовж первинних ребер з короткими жорсткими волосками.

## Поширення
Поширений у помірній Європі (Австрія, Ліхтенштейн, Естонія, Латвія, Литва, Білорусь, Болгарія, Росія, Чехія, Словаччина, Франція, Німеччина, Угорщина, Італія, Польща, Португалія, Румунія, Іспанія, Швейцарія, Україна, Боснія і Герцеговина, Хорватія, Словенія, Сербія [у т.ч. Косово та Воєводина]).
В Україні вид зростає в лісах і серед чагарників — у Закарпатті, Карпатах, Прикарпатті, на Поліссі та в Лісостепу звичайний; в Лівобережному Степу трапляється рідко (Харківська й Донецька області).

## Галерея

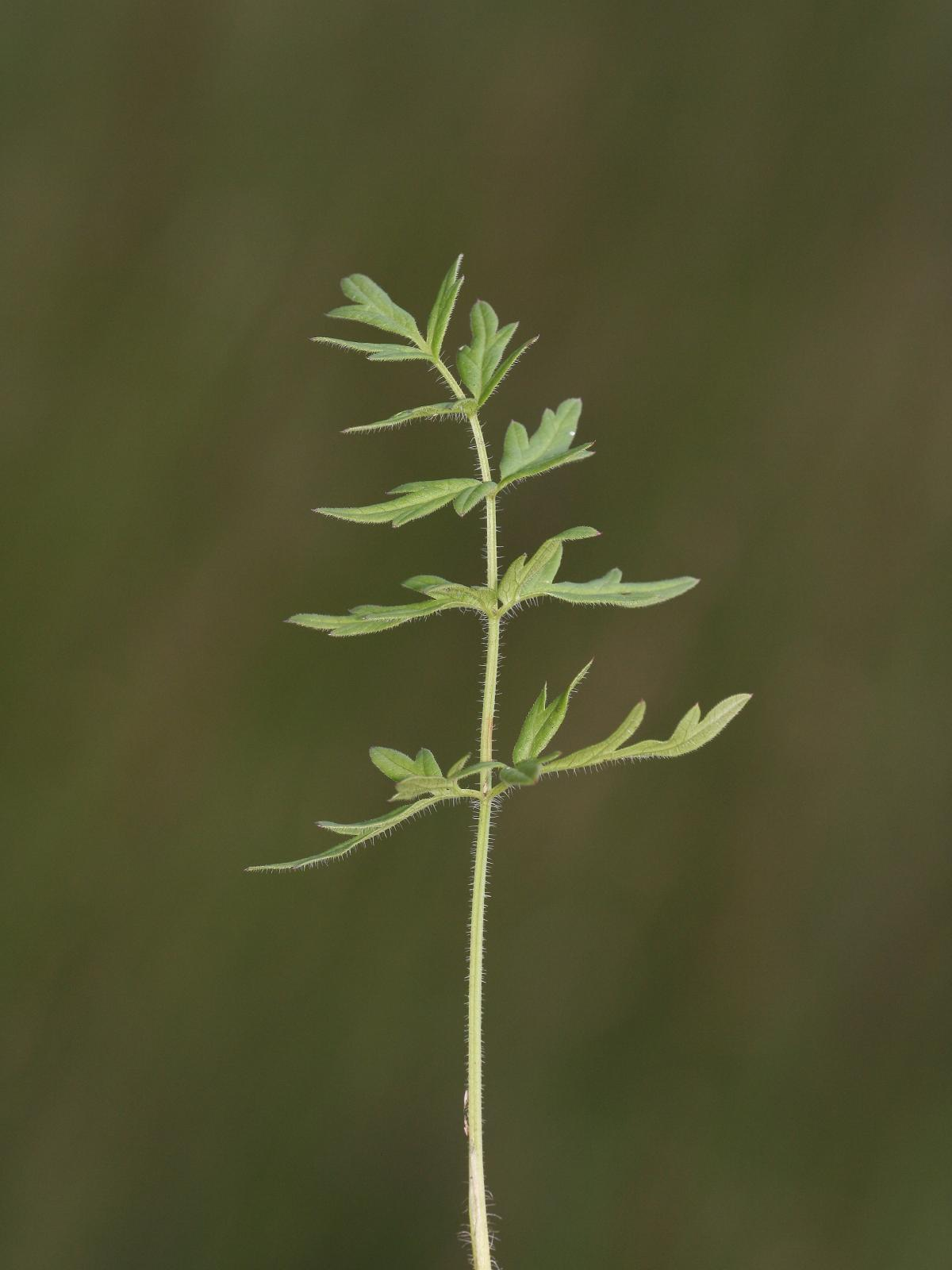
листок
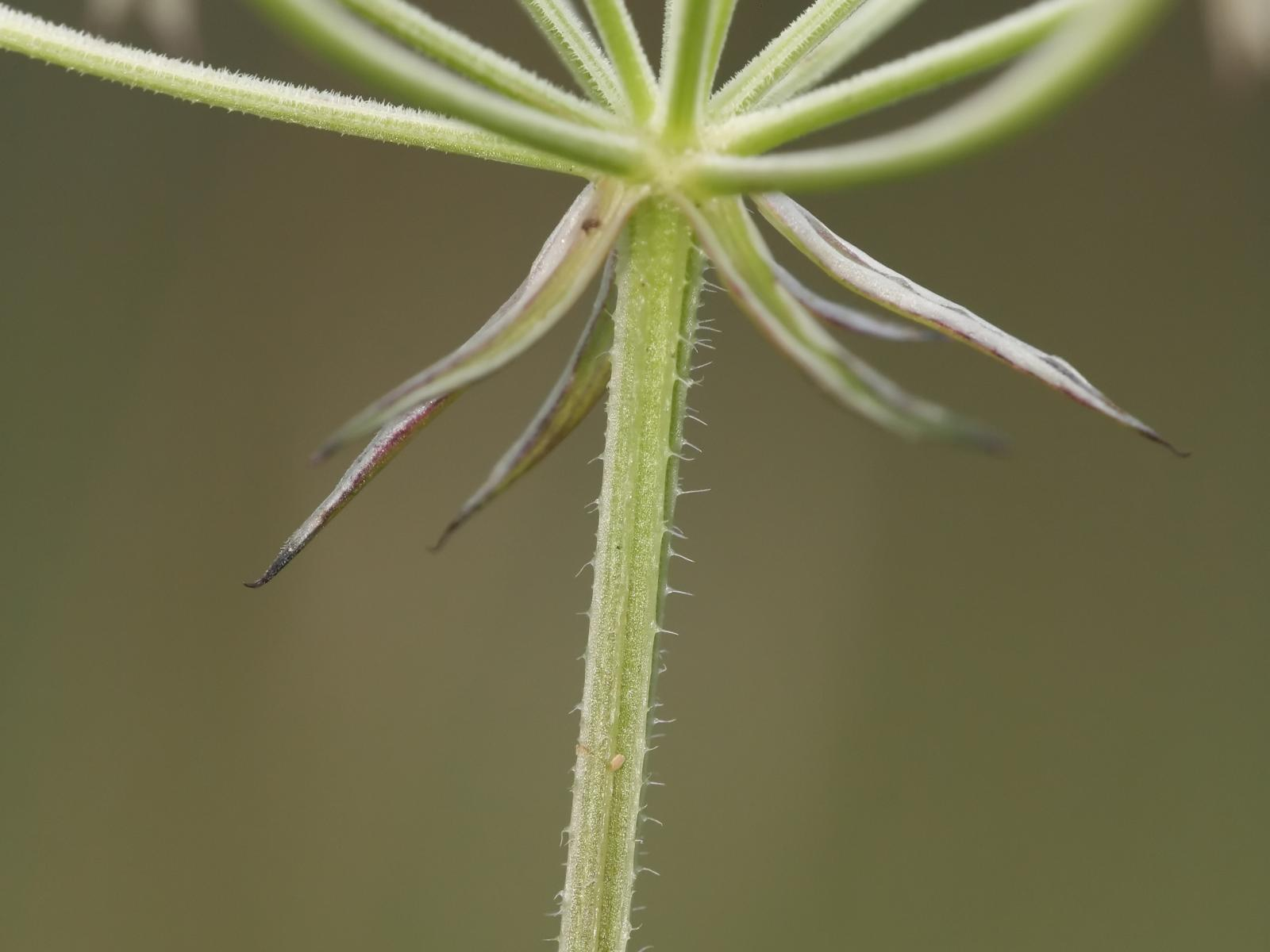
обгортка суцвіття
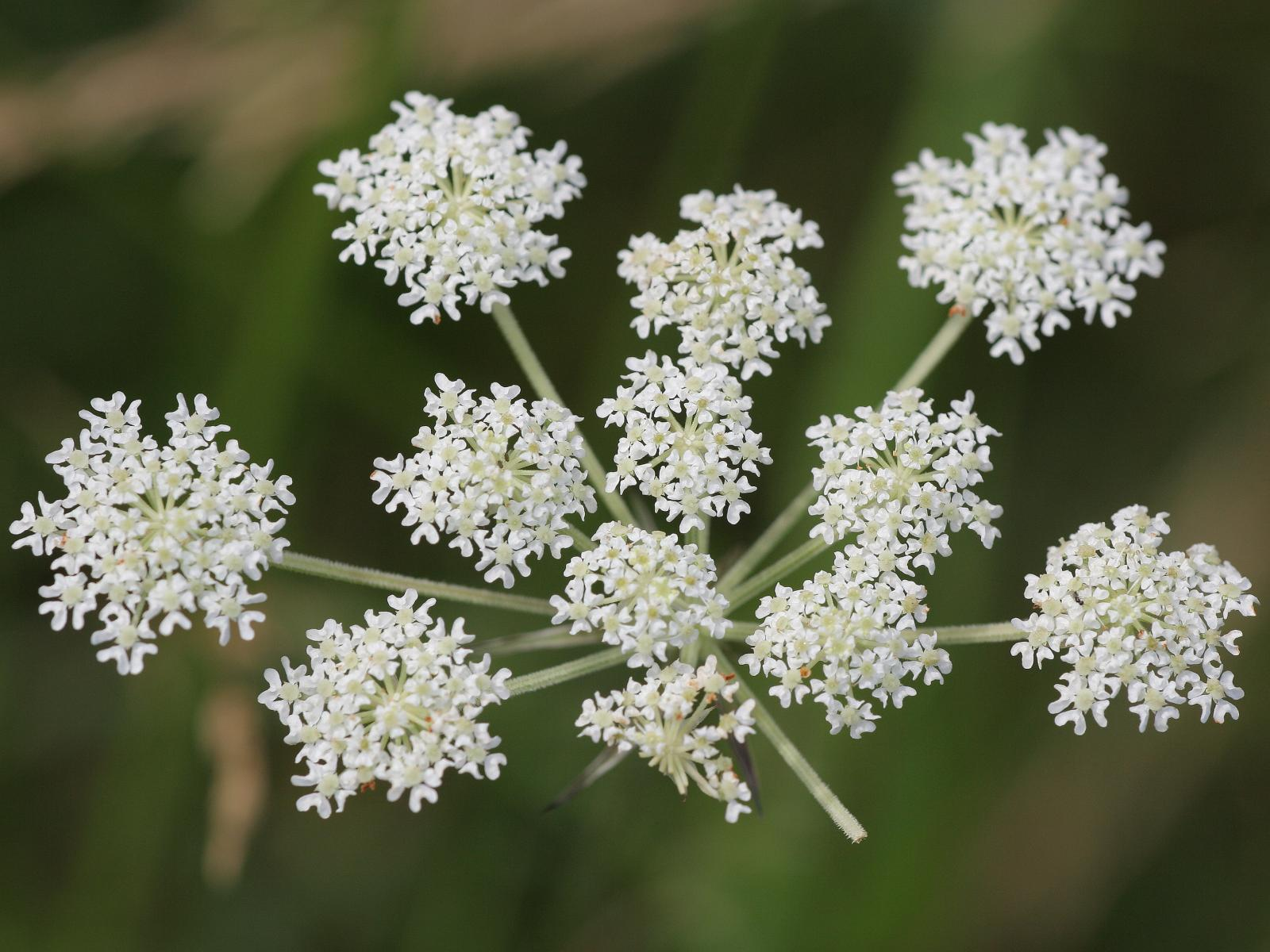
суцвіття